# Modelos de Nintendo Entertainment System
La Nintendo Entertainment System (NES), es una  videoconsola doméstica de tercera generación de 8 bits desarrolada por Nintendo, tuvo numerosos modelos producidos a lo largo de su ciclo de vida. lanzada en 1983 en Japón como Family Computer  (abreviado como Famicom  ), con un diseño dirigido por Masayuki Uemura. Nintendo lo rediseñó para el lanzamiento intencional como Nintendo Entertainment System  (abreviado como NES) en estados unidos en un intento de evitar el disgusto por  las consolas de videojuegos que persistía desde la caída de los videojuegos el mismo año; si bien inicialmente fue conceptualizado como una computadora hogareña, en a último momento de modifico para parecerse a una grabadora de videocasetes (VCR) para su debut allí en 1985. Posteriormente, Nintendo exportó la NES a Europa y Oceanía a través de distribuidores locales.
Un antiguo Sharp Corporation, que anteriormente colaboró con Nintendo en el  desarrollo de las Game & Watch, lanzó tres modelos de la Famicom con licencia oficial en Japón:  un televisor CRT con una Famicom incorporada, una consola que combinaba la Famicom y el addon Famicom Disk System y una consola dedicada a la producción de video. En América del Norte sólo se lanzó el televisor de forma limitada. Mientras tanto, Nintendo produjo 2 arcades basados en el hardware de la nes, Nintendo VS. Sistem, l, lanzado en 1984 como un intento de mejorar el interés de los consumidores en los Estados Unidos con los juegos de Famicom para el público; y PlayChoice-10, lanzado en 1986 como un stand de demostración para juegos de NES
luego del lanzamiento de la Super Nintendo Entertainment System (SNES)/Super Famicom, Nintendo lanzó un modelo de bajo costo de la NES/Famicom en 1993. nintendo decidió cambiar de lugar el puerto de cartuchos de la nes para situarlos de forma  superior, debido a problemas de confiabilidad con la ranura de carga frontal original. este modelo fue el único que estuvo en producción hasta que finalmente se discontinuó en 2003.

## Variantes originales

### family computer

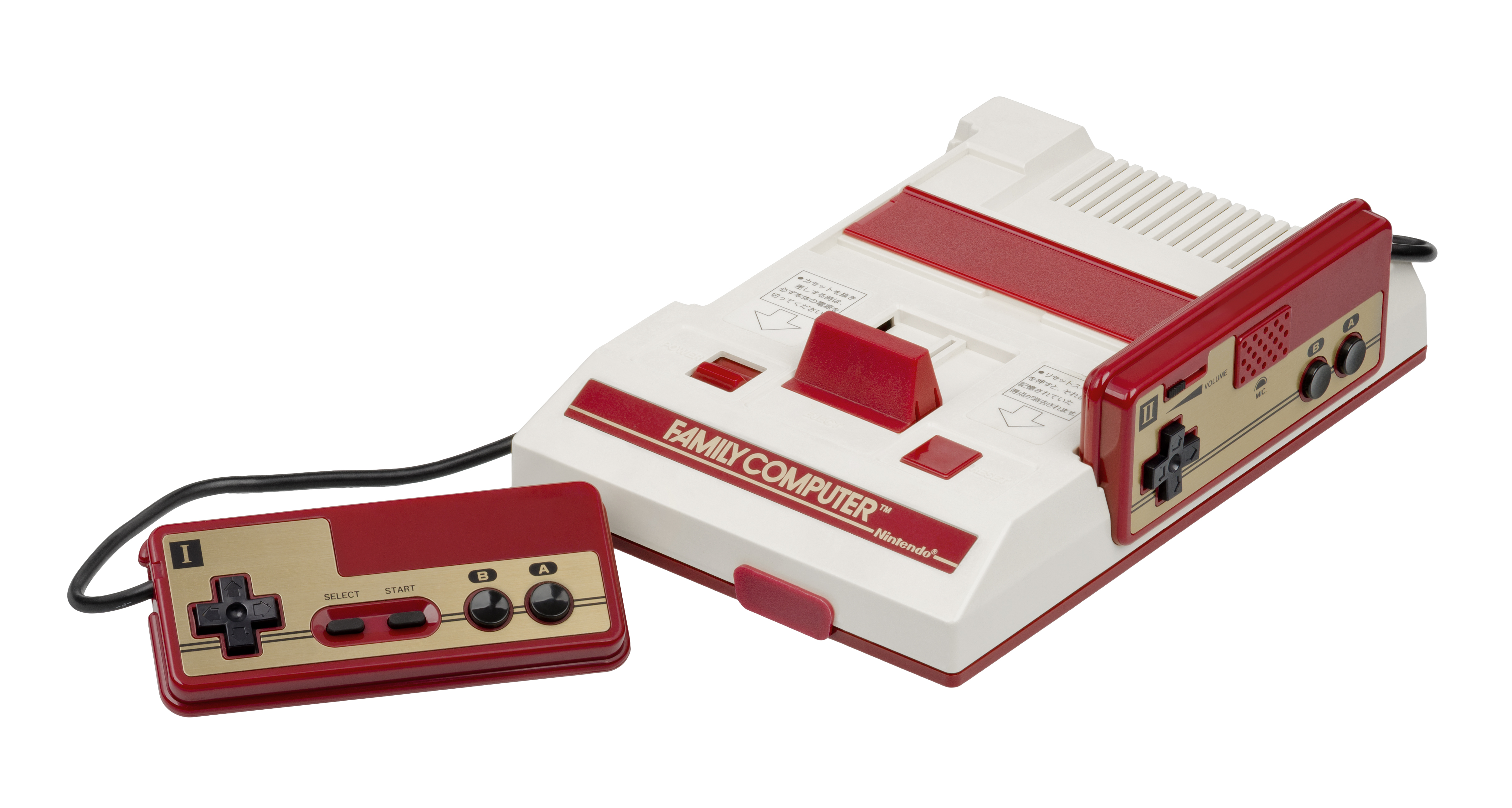
El modelo original de Family Computer ("Famicom") con controladores con cable

Según Uemura, el concepto de los videojuegos eran  desconocido para tiendas de juguetes japonesas cuando se distribuyeron; las tiendas no quisieron venderlas en un primer momento ya que se tenían que usar un televisor, y las tiendas de juguetes no venden televisores. En lugar de apauntar al mercado educativo con funciones de una  PC, Uemura planteo  la Famicom como un juguete electrónico, Aunque el equipo de Uemura tenía la intención de utilizar una  carcasa de acero se prefirió usar plástico PVC como una opción más económica económica y debido a la fragilidad de la caja de acero en las caídas. La combinación de colores rojo, y blanco fue elegida por Yamauchi se inspiró en dos objetos que usaban esquemas similares: una bufanda que le gustaba y una antena de televisión de  DX Antenna.
tuvieron en cuenta los estilos de vida y las actitudes de los consumidores japoneses para el diseño. Uemura había considerado un estilo para la consola similar al que usaban las PC de la época, pero eligió usar un diseño orientado adecuado para colocarlo en el piso ubicando el puerto de cartuchos horizontalmente; sintió que los consumidores japoneses preferirían esto último por ser más relajante empujando los cartuchos. Los controles se diseñados para facilitar la adopción de la consola entre los consumidores japoneses por ser ergonómicos; a pesar de llegar al mercado más tarde que sus competidores, el diseño inspirado en la posición de las manos al usar el Game & Watch proporcionó un esquema de control familiar para aquellos que ya habían jugado uno de sus juegos electrónicos portátiles, especialmente con la inclusión de un D-pad en lugar de un joystick que lo hace más cómodo en varios géneros de juegos. los cables fueron intencionalmente cortos para abaratar costos y mantener a los jugadores cerca de la consola (y del televisor por extensión), ideal para las casas japonesas debido a su diseño más pequeño en comparación con sus contrapartes estadounidenses.

### Nintendo Entertainment System
Buscando distribuir  la Famicom de forma internacional después de su éxito en Japón en 1983, Nintendo buscó un acuerdo tentativo de distribución con Atari para distribuirla  internacionalmente como Nintendo Enhanced Video System; sin embargo, ambas partes nunca llegaron a un trato como lo habían planeado en el CES en junio de 1983 debido a una serie de eventos que culminaron con el colapso de Atari en medio de la crisis de los videojuegos ese año. A pesar del pesimismo de las tiendas norteamericanas, Yamauchi todavía estaba convencido de que un lanzamiento en Norteamérica era factible, por lo que ordenó la creación de un arcade basado en Famicom llamado Nintendo VS. Sistem con la intención de medir el interés en los juegos de nintendo allí; el éxito del arcade en América del Norte animó a Yamauchi a seguir adelante con el lanzamiento internacional.
Bajo la dirección de los diseñadores Lance Barr y Don James, el primero de los cuales ocupaba entonces el puesto de "Director de Diseño y Marca" en Nintendo of America (NOA), NES fue inicialmente rediseñada para ser una computadora doméstica; y tendría el nombre de Nintendo Advanced Video System (AVS), contaría con un teclado, un teclado musical que se lanzó como micracle piano, una unidad de cinta, controladores inalámbricos infrarrojos y una pistola de luz plegable. La consola en sí presentaba un sistema de carga superior y cartuchos similar al de Famicom, mientras que el D-pad tenía una forma cuadrada similar a la que se vio en consolas como Master System de Sega. El AVS se presentó en el evento del CES de enero de 1985, con un lanzamiento tentativo para junio de ese año. Las preocupaciones de Nintendo sobre el lanzamiento incluían la mala imagen de los videojuegos debido a la crisis financiera de 1983 y el alto precio de la consola.
Después de que una modificación para abaratar los costos por parte de Barr la NES se presentó en el CES  junio de 1985 como Nintendo Entertainment System (NES), Nintendo posteriormente  nuevo diseño para el NES con colores de Barr y James.  Conocida por empleados de Nintendo como la "lunch box", el diseño, creado por el  ingeniero Masayuki Yukawa  incluía un mecanismo de carga frontal para introducir el cartucho inspirado en una grabadora de videocasetes, destinado para ser más diferenciado a una consola del estigma de sus contemporáneas. Uemura reveló más tarde en 2020 que el rediseño también tenía como objetivo evitar un cortocircuito a través del contacto directo con el hardware durante la inserción del cartucho, lo que era especialmente problemático en una casa llena de muebles que generaban estática en un clima semiárido, como era el caso en gran parte de las Grandes Llanuras de estados unidos.
Aunque la mayoría de los periféricos planeados para la AVS se cancelaron, la pistola de luz se conservó, pero se redujo el costo lo más posible y se lanzó como el NES Zapper. Para atraer aún más a los consumidores y distanciar la imagen la NES como una consola, Nintendo presentó el ROB, un robot de juguete que actúa como un  jugador extra en solo dos juegos; la presencia del robot, que finalmente fue llamado Robotic Operating Buddy (ROB) por el director de publicidad Gail Tilden, ayudó a convencer a las reticentes tiendas de juguetes a realizar pedidos de la NES antes de su lanzamiento en la ciudad de Nueva York el 18 de octubre de 1985.

#### Versiones PAL

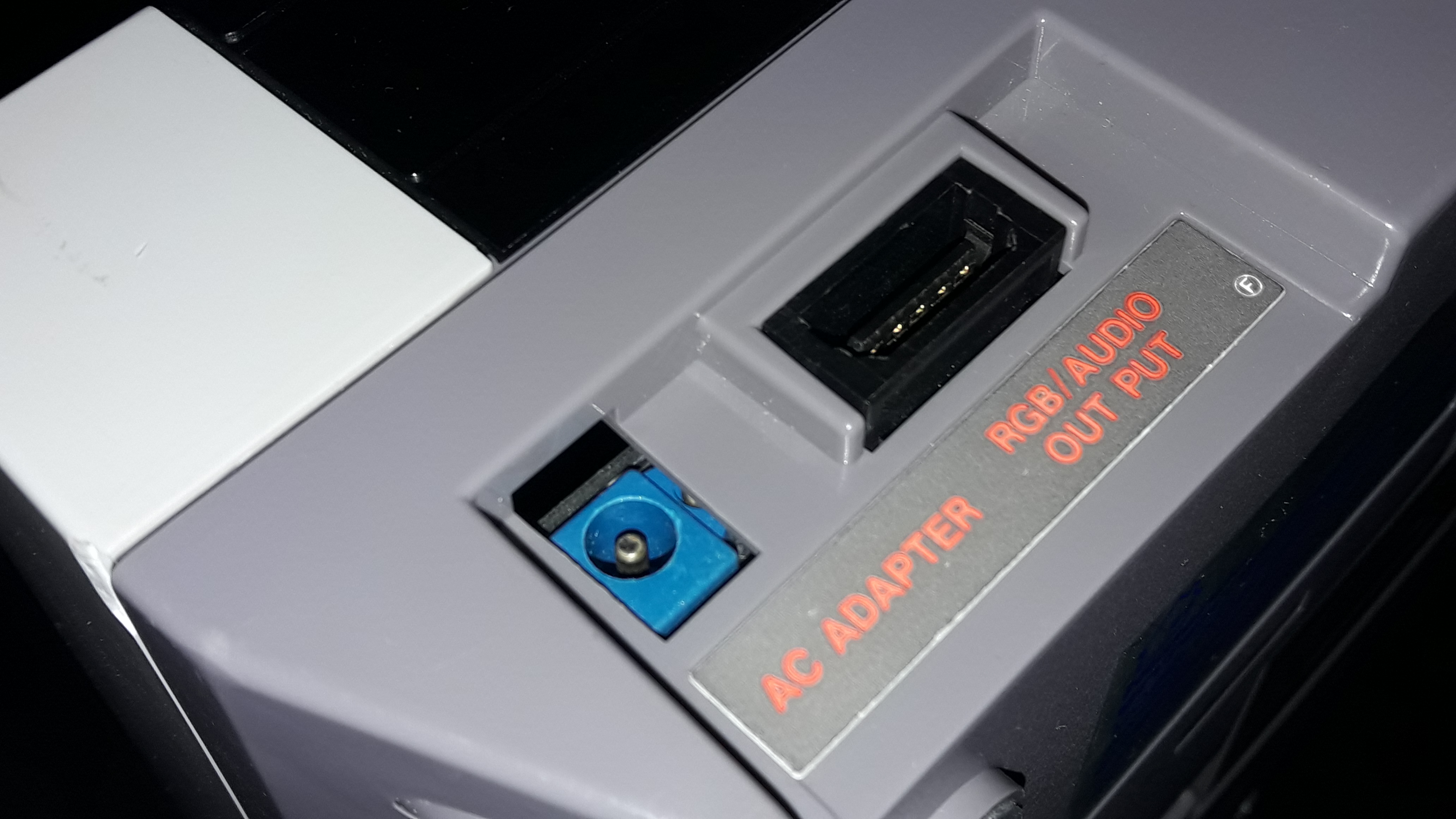
Toma de corriente CA y puerto AV RGB en una NES francesa

Nintendo también comercializó la NES en regiones que usan el estándar PAL en alianzas con distribuidores locales, aunque la consola no tuvo el mismo éxito como en América del Norte. se lanzó por primera vez en Escandinavia a finales de 1986. En 1987, Nintendo se asoció con la juguetera Mattel para distribuir la NES en los países del Reino Unido e Italia; ese mismo año, la consola se lanzó en Francia, Bélgica, los Países Bajos y Luxemburgo a través de Nintendo Entertainment Systems International (NESI), una empresa privada francesa dirigida por el ex vendedor de NOA Ron Judy.  el poco  esfuerzo de marketing por parte de  Mattel para superar la fuerte competencia en un mercado dominado por ordenadores domésticos llevó Nintendo a recuperar los derechos de distribución británicos a NESI el año siguiente. NESI entregó la distribución a la jugetera Bandai desde 1992 para luego reclamara en 1995. Los países de Europa del Este no  fueron de mucho interés para Nintendo como los países  occidentales, la NES hizo su debut en Hungría hasta 1991 a través del distribuidor austriaco.
En los países de  Oceanía, Mattel obtuvo la distribución para Australia y Nueva Zelanda, a mediados de 1987.  tuvo una mejor recepción en esos países a comparación con Europa, pero no ganó dominación del mercado significativa hasta c. 1993. Ese mismo año, Nintendo estableció una subsidiaria regional, Nintendo Australia, y posteriormente recuperó los derechos de distribución al año siguiente.
Europa se dividió en dos áreas de distribución: el Reino Unido e Italia fueron designados como PAL-A, mientras que el resto de Europa fue designado como PAL-B. Las consolas no son compatibles entre ellas, algo exclusivo de las consolas NES francesas es la inclusión de un puerto a través de un conector SCART  que emite video RGB en lugar de video compuesto; Sin embargo, dado que la NES no es capaz de emitir RGB (en su forma original), convierte la señal compuesta nativa a RGB.

#### versiones asiáticas
La NES se lanzó en otras regiones de Asia fuera de Japón (a excepción de China continental). en  Corea del Sur recibió un rebrand a través de SK Hynix con el nombre de  Hyundai Comboy lanzada en octubre de 1989. Nintendo no pudia distibruir la NES directamente en corea debido a que  estaban prohibidas las importaciones japonesas en ese momento, desde el final de la Segunda Guerra Mundial; la prohibición permaneció vigente hasta 2004.  En India, se vendió una versión bajo licencia del NES en la región PAL con el nombre de Samurai Electronic TV Game System. Sin embargo, debido al precio prohibitivamente caro de la consola, se vendió mal en el país; la marca Samurai fue reutilizada más tarde en una serie de consolas Famiclone no autorizadas.

## NES 2 Famicom AV
La New-Style NES  es una versión compacta, económica y rediseñada de la Famicom/NES, lanzada por Nintendo en 1993. En Japón, se llama oficialmente FamicomAV, aunque conserva la marca "Family Computer" para mantener la coherencia con la Famicom original. Presentada en Norteamérica mediante un comunicado de prensa el 11 de octubre y lanzada ese mismo mes con un precio de venta al público de 49,95 dólares estadounidenses (105 dólares de 2023), el nuevo diseño se comercializó prácticamente igual que el modelo original; la única diferencia era la presencia de la marca de "nuevo diseño" en el empaque. Se vendió en Japón a partir del 1 de diciembre (retrasado respecto a la fecha de lanzamiento original del 21 de octubre)[ por 6800 yenes. El rediseño no se lanzó en Europa.
Rediseñada por Lance Barr, la NES New-Style cuenta con una ranura vertical para cartuchos para evitar problemas de fiabilidad comunes con el mecanismo de resorte de la NES original. La consola eliminó el chip de bloqueo 10NES, lo que le permitió ejecutar juegos sin licencia. La consola también eliminó la salida de video compuesto, dejando solo la salida RF disponible; Nintendo produjo posteriormente una versión poco común de la consola que reemplazó la RF con el puerto AV "multi-out" utilizado en la SNES. Aunque no se incluyó un juego con la NES New-Style, venía con un control rediseñado inspirado en el control de la SNES; conocido popularmente como el control "dog bone" debido a su parecido con uno, también se vendía por separado por $15 ($32 en dólares de 2023) cada uno.
La New Famicom es similar en apariencia a la New-Style NES, aunque la primera carece de la ranura para cartuchos de la segunda, diseñada para alojar los cartuchos Famicom más cortos, así como del adaptador de RAM para el Famicom Disk System. Venía con dos mandos "dog bone"; si bien esto facilitaba el reemplazo de mandos defectuosos en comparación con los cableados de la Famicom original, los juegos que utilizaban el micrófono del segundo mando de la Famicom original son incompatibles con la New Famicom debido a la falta de uno en el nuevo mando. Aunque la New Famicom incluía salida de vídeo compuesto, una mejora respecto a la Famicom solo con RF, no incluía un cable AV ni un adaptador de AC (se vendían por separado), ya que Nintendo asumió que los posibles clientes poseían una Super Famicom y podían usar los cables destinados a esa consola.
Un prototipo rediseñado anterior, llamado Famicom Adapter, se mostró junto con el   Super Famicom  cuando este último se presentó a la prensa japonesa el 21 de noviembre de 1988; al igual que la New Famicom, funcionaba de manera similar a una Famicom original, pero incluía una salida AV en lugar de modulación de RF. La Super Famicom no era compatible con versiones anteriores de los juegos de Famicom; Nintendo promocionó el adaptador de Famicom como un método alternativo, pero la Super Famicom actuó más como un dispositivo de paso de AV que como un emulador, con un interruptor incluido para cambiar entre las salidas de Famicom y Super Famicom.  A pesar de la incompatibilidad de hardware, los prototipos de controladores de Super Famicom eran compatibles entre las dos consolas. El adaptador de Famicom finalmente nunca entró en producción tal como se concibió, y el concepto fue reemplazado por la New Famicom.
La NES New-Style se produjo hasta que se discontinuó en agosto de 1995. La New Famicom se discontinuó en septiembre de 2003 junto con la Super Famicom Jr. debido a la escasez de piezas, lo que marcó el final oficial de la producción de Famicom/NES; el servicio de reescritura de discos para Famicom Disk System  también finalizó al mismo tiempo. La última Famicom fue conservada por Nintendo y prestada a los organizadores de Level X, una exhibición de juegos celebrada desde diciembre de 2003 hasta febrero de 2004 en el Museo Metropolitano de Fotografía de Tokio, para una retrospectiva de Famicom en conmemoración del 20.º aniversario de la consola.

## producidas con Sharp

### Televisor Sharp Nintendo

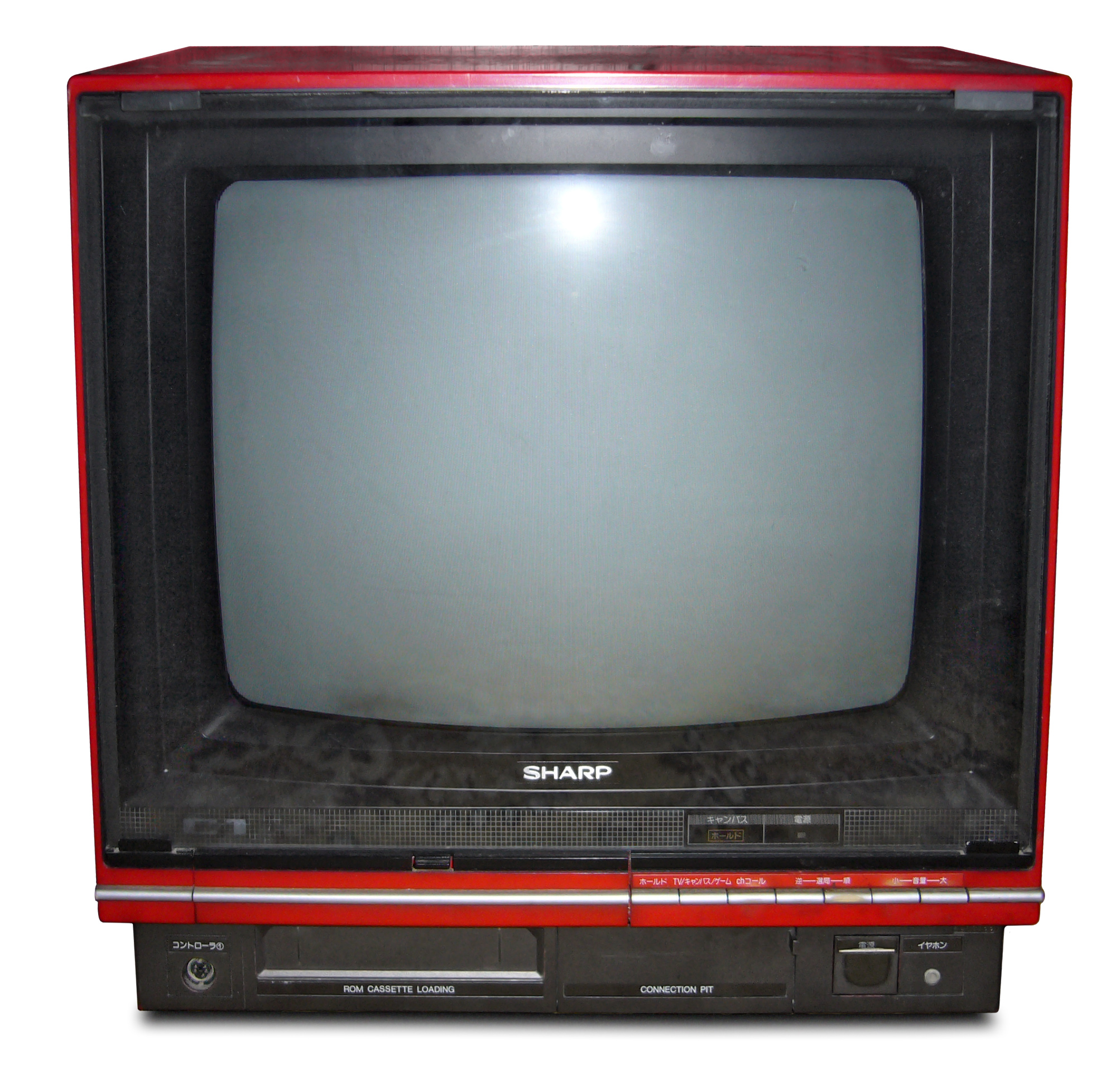
El modelo japonés de 14 pulgadas del televisor Sharp Nintendo

El Sharp Nintendo Television, descrito como el C1 NES TV, era un televisor CRT con una Famicom incorporada fue producido por Sharp con licencia  de Nintendo.  originalmente Se lanzó en Japón en octubre de 1983 como My Computer TV   se distribuyó en Taiwán a través de una distribuidora de sharp llamada  Sampo como Sampo C1 a partir de 1984.  El CRT se presentó en el CES de 1987 y su lanzamiento en Estados Unidos estaba previsto para ese mismo año,  pero no se lanzó allí si no hasta 1989 con el nombre de Game Television.  exclusivo en la cadena Kmart. es notable por proporcionar las capturas de pantalla de alta calidad que se mostraban en las revistas de videojuegos  de la época, ya que tenía mejor calidad de imagen que una Famicom/NES debido a su conexión directa.
En Japón, los televisores venían en dos tamaños. El modelo de 14 pulgadas se lanzó el 4 de octubre de 1983 por un precio minorista sugerido de 93.000 yenes, y el modelo de 19 pulgadas se lanzó el 25 de octubre con un precio minorista sugerido de 145.000 yenes. El televisor estaba disponible en dos colores: negro y rojo, y un modelo plateado y rojo. el televisor Cuando se lanzó en los EE. UU., solo estaba disponible un modelo negro de 19 pulgadas a un precio de $799; se vendió por $437 en Kmart.
al comprar el televisor incluía dos programas integrados, JR GRAPHIC y TV NOTE, y además incluyeron un multicart que contenía demostraciones de Donkey Kong Jr. y Donkey Kong Jr. no Sansuu Asobi. Este cartucho era exclusivo del C1 cuando se lanzó, y fue uno de los pocos multicart con licencia producidos para Famicom.  Los sistemas japoneses también cuentan con un control desmontable con un conector circular exclusivo.
posteriormente se lanzando el SF1 basado en Super Famicom en 1990 exclusivo en Japón .

### Twin Famicom

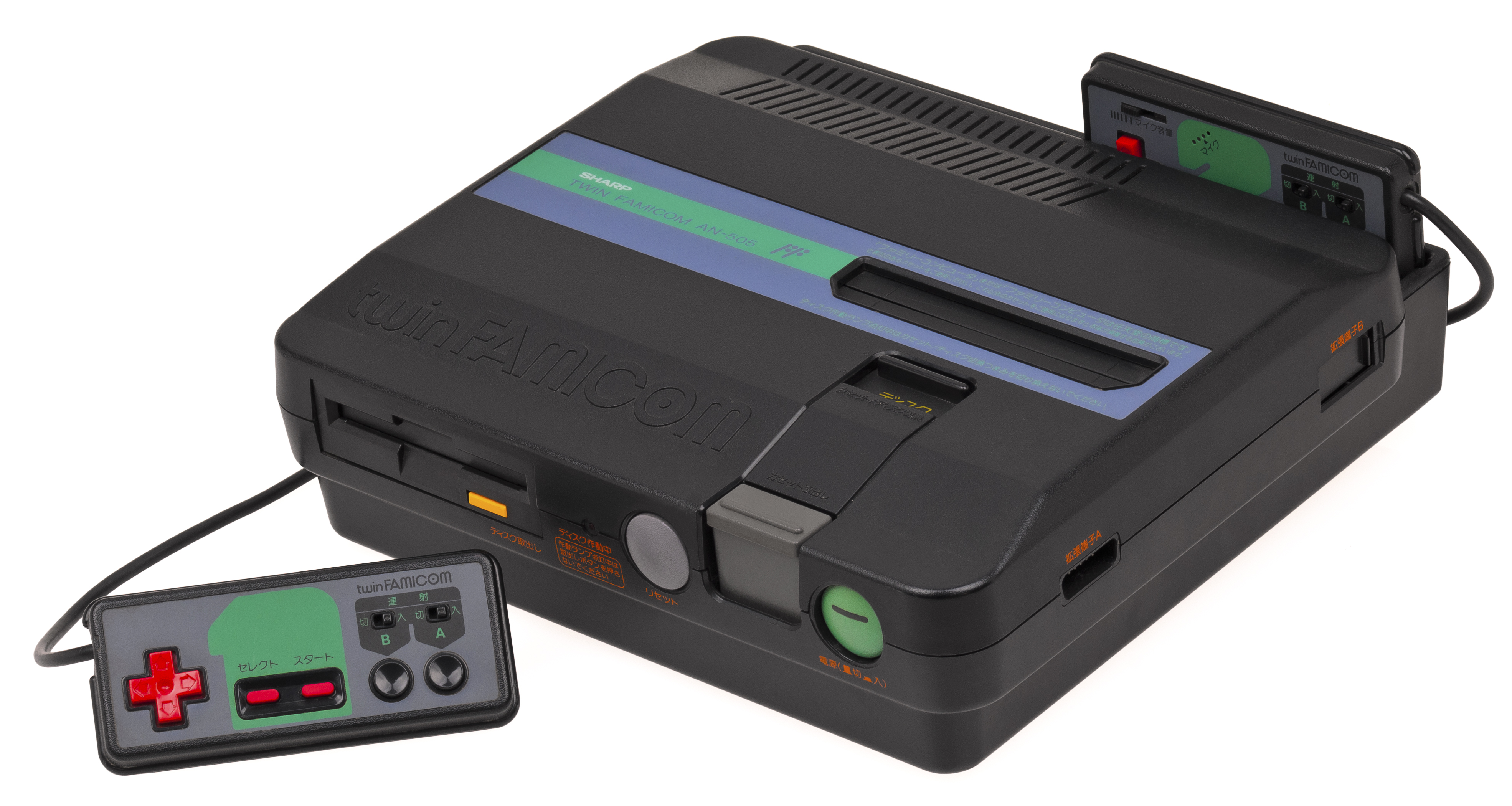
La segunda versión de la Twin Famicom en color negro (AN-505-BK)

La Twin Famicom  fue una  consola producida por Sharp corp.  exclusivamente para el mercado Japonés el 1 de julio de 1986, a un precio promedio de ¥32.000.   Twin Famicom es un producto que combina la Famicom y el Famicom Disk System en una única pieza de hardware.  Si bien la Famicom estándar solo viene en un esquema de colores, la Twin Famicom  se vendió en dos colores: rojo con detalles negros (AN-500R) y negro con detalles rojos (AN-500B). En 1987 se lanzó un segundo modelo, con un diseño de carcasa ligeramente diferente, un controlador turbo y dos esquemas de colores diferentes: negro con reflejos verdes (AN-505-BK) y rojo con reflejos beige (AN-505-RD).
La Twin Famicom incluye una ranura para cartuchos de Famicom,  y una ranura para los disquetes del Disk System (llamados "Disk Cards"), un interruptor ubicado justo debajo de la ranura del cartucho se usa para cambiar  entre los dos formatos, un botón de encendido, un botón de reinicio y un botón de expulsión, mientras que la parte posterior de la consola tiene ranuras para el almacenamiento del controlador. La Twin Famicom tiene el puerto de expansión presente en otras variaciones de Famicom que permite conectar periféricos adicionales a la consola; está ubicado en el lado derecho de la consola y está etiquetado como "Expansion Terminal A" (拡張端子A Kakuchō Tanshi A?) . La consola también cuenta con tres puertos de expansión adicionales. El puerto "B" está a la derecha del puerto "A", mientras que los puertos "C" y "D" están en la parte inferior trasera y ocultos por una cubierta extraíble. Sin embargo, a diferencia del puerto "A", no se conocen periféricos existentes que los utilicen.
La Twin Famicom genera señal NTSC, pero  también emite video compuesto y audio monofónico a través de conectores RCA en lugar de usar el modulador de RF que usa la famicom,   lo que permite una mayor calidad audiovisual en televisores y monitores con dichas entradas lo que lo hace muy cotizada en entusiastas; aunque la  conexión era raras en Japón cuando se lanzó. Incluye un modulador externo que emite una señal RF para conexión a través de la entrada de cable/antena de tu TV. Al igual que la Famicom original, la Twin Famicom cuenta con dos gamepads, ambos integrados en la consola.

### Famicom Titler

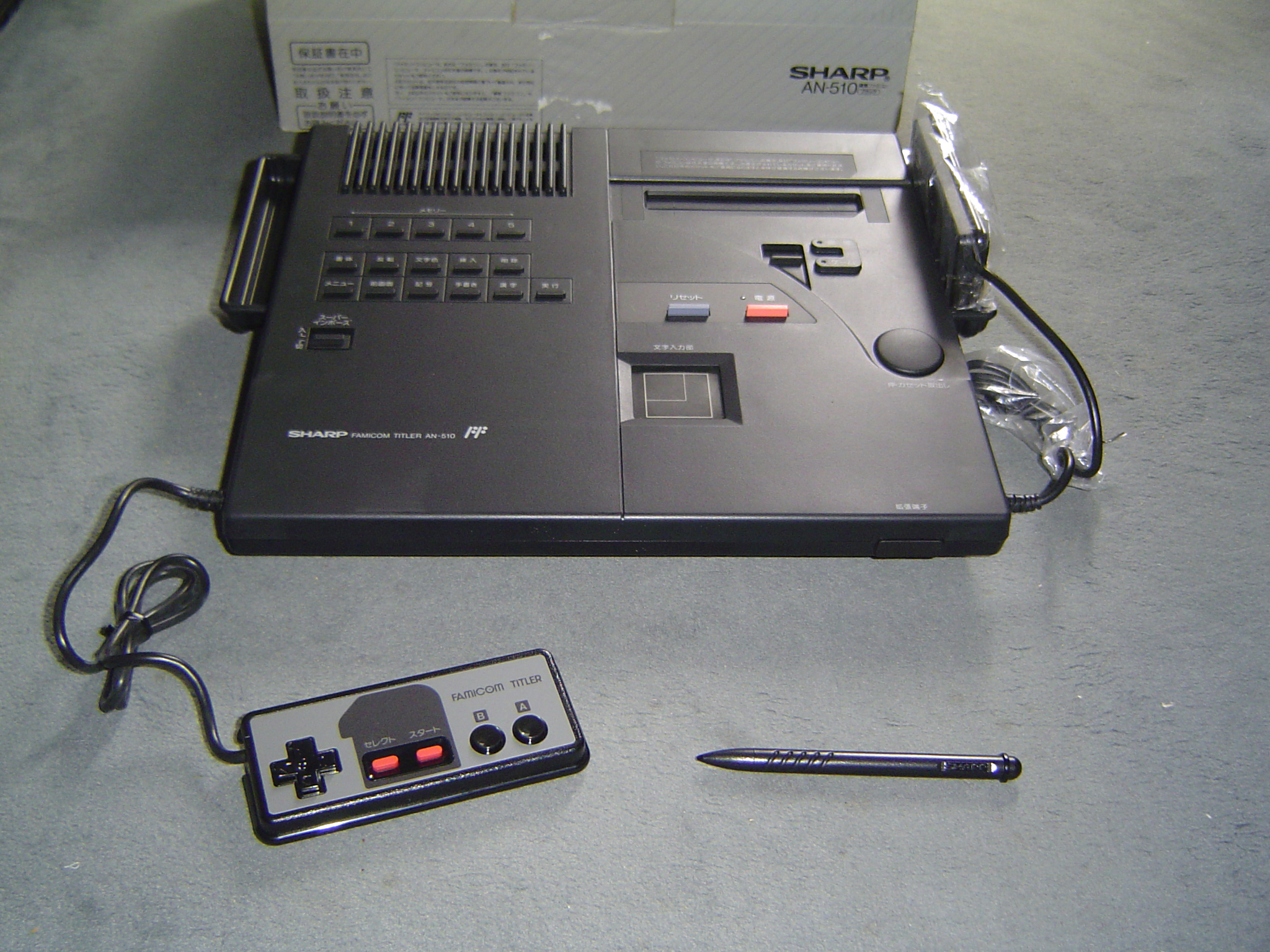
Famicom Titler

es una videoconsola producida por Sharp Corporation bajo licencia de Nintendo en 1989. La consola, lanzada exclusivamente en Japón a un precio minorista de ¥43,000, fue el proyecto tecnológicamente más ambicioso que Sharp había intentado con el sistema Famicom, con Sharp identificando la necesidad de capturar imágenes directas del juego desde una Famicom en un momento en que hacerlo para cualquier videojuego requería equipo especializado. Es la única Famicom que estaba disponible comercialmente para generar internamente video RGB, hecho mediante el uso de una variante única del chip PPU capaz de hacerlo, y esto ha sido identificado como responsable de una claridad de imagen notablemente mejorada con respecto a otros modelos de Famicom. También es la única consola Famicom que emplea salida S-Video, aunque la salida de video compuesto es otra opción disponible en el sistema. El sistema también cuenta con un teclado y un panel táctil sensible a la presión, lo que permite a los usuarios producir subtítulos directamente en la pantalla durante el juego, así como realizar otras funciones básicas de edición. Además, cuenta con un micrófono para la narración de video.
Aunque era relativamente desconocida en el momento de su lanzamiento, la consola ha despertado recientemente un creciente interés por parte de fanes, hackers/modders y coleccionistas en el mercado secundario. Además del interés histórico por el sistema, los coleccionistas están muy interesados en la calidad de imagen mejorada que ofrece su generación interna de video RGB, una característica compartida únicamente con las arcade Nintendo VS. System y PlayChoice-10; el Famicom Titler es reconocido por los coleccionistas como una forma práctica de obtener un sistema de este tipo, adecuado para televisores modernos. La consola también es popular entre la comunidad de modding debido a su facilidad de modificación para emitir una señal RGB real.

## Arcade variants

### Nintendo VS. System
el Nintendo VS. System es una   arcade desarrollada y comercializada por Nintendo. La consola, presentada en marzo de 1984 en Estados Unidos, Europa y Japón con el lanzamiento de Vs. Tennis, fue concebida como sucesora de los kits de conversión Nintendo-Pak utilizados para juegos como Mario Bros. y Donkey Kong 3; basada en el hardware de Famicom, también fue diseñada para presentar los juegos de Famicom al público general en Estados Unidos sin comprometerse con un lanzamiento general, algo que las tiendas dudaban debido a las persistentes consecuencias de la crisis de los videojuegos del año anterior.

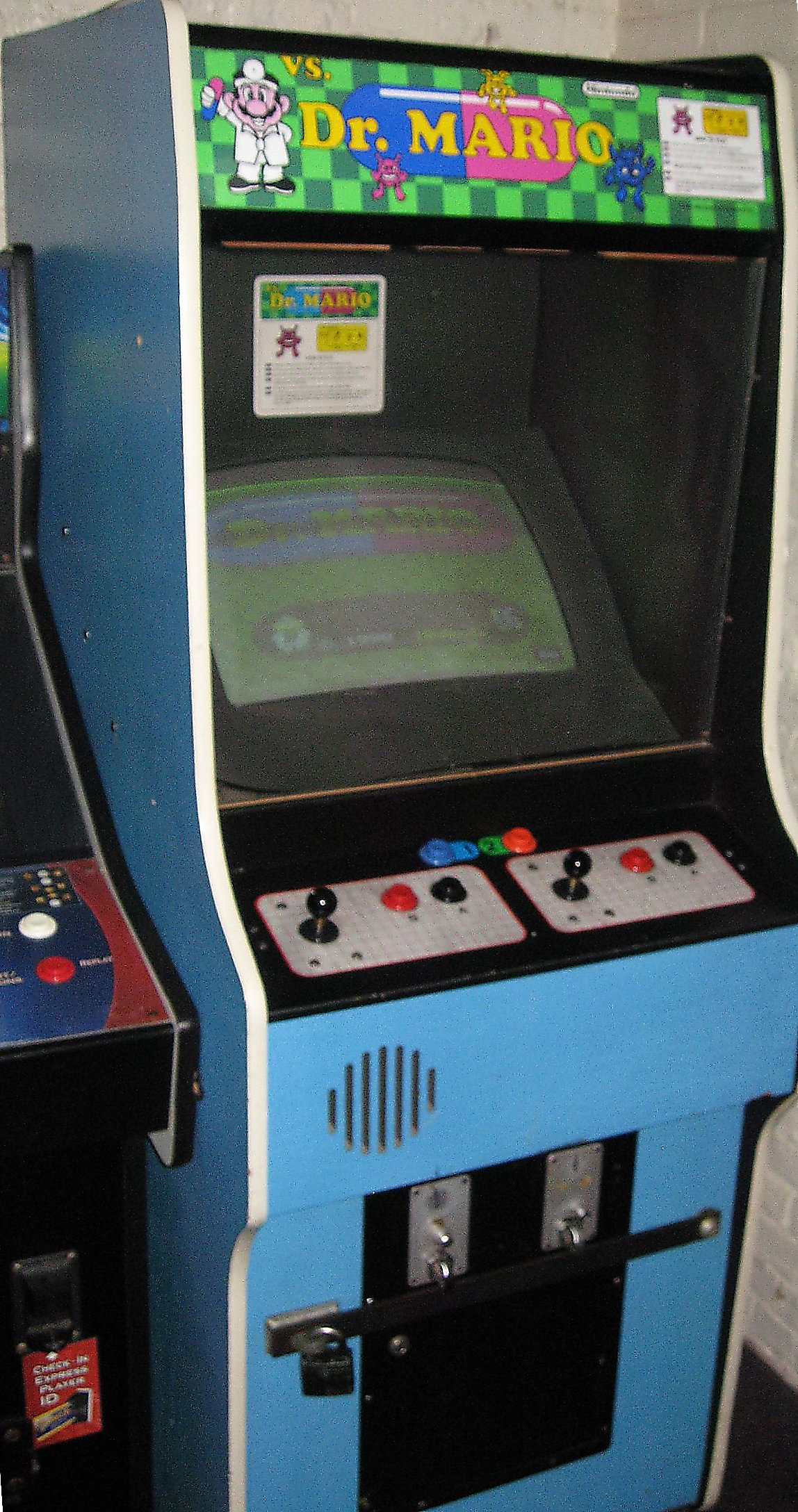
A VS. Dr. Mario cabinet

Inicialmente se produjeron dos versiones de gabinete del sistema; llamadas colectivamente VS. DualSystem, ambas contaban con configuraciones de doble pantalla, con distinciones entre la versión vertical y la versión con asiento.  La versión vertical integraba dos gabinetes en ángulo, mientras que la versión con asiento, posteriormente llamada VS. Table (y conocida coloquialmente como la "tienda roja"]), colocaba las pantallas en extremos opuestos; ambas versiones funcionaban con dos placas base (una para cada pantalla) y podían admitir hasta cuatro jugadores. Las quejas de los operadores sobre el tamaño de la versión vertical VS. DualSystem llevaron a Nintendo a presentar posteriormente la VS. UniSystem en 1985, que utilizaba un gabinete vertical más tradicional y una sola placa base, e incluía dos controles para juegos de dos jugadores. Si bien el hardware de la VS. System era prácticamente similar al de la Famicom, incluía más  random-access memory (RAM); gracias a la técnica de  bank switching, los juegos para la consola podían admitir más niveles y funciones que sus contrapartes de consola. El intercambio de juegos se logró reemplazando el chip de read-only memory (ROM) del juego existente por el del juego deseado. Todos los gabinetes podían ofrecer dos juegos, uno para cada pantalla, o un juego programado para manejar la funcionalidad multijugador en ambas pantallas.
Las máquinas con doble pantalla se vendían a 2400 dólares, mientras que la UniSystem costaba menos de 2000 dólares, y cada juego (llamado "VS.-Pak") se vendía por menos de 300 dólares. Poco después del lanzamiento, se lanzó un kit de conversión UniKit para máquinas recreativas antiguas de Nintendo, con un precio inferior a los 1000 dólares cada uno; Nintendo presentó posteriormente un kit similar para las máquinasPac-Man and Ms. Pac-Man  en 1985. A pesar de las dudas de algunos expertos de la industria sobre la mediocre potencia gráfica de la VS. System en comparación con sus modelos contemporáneos, Nintendo alcanzó un gran éxito con la arcade en Estados Unidos gracias a unas agresivas estrategias de marketing, con más de 10 000 unidades vendidas solo a finales de 1984; se lanzaron más de 40 juegos para la consola antes de su descontinuación en 1990.

### PlayChoice-10

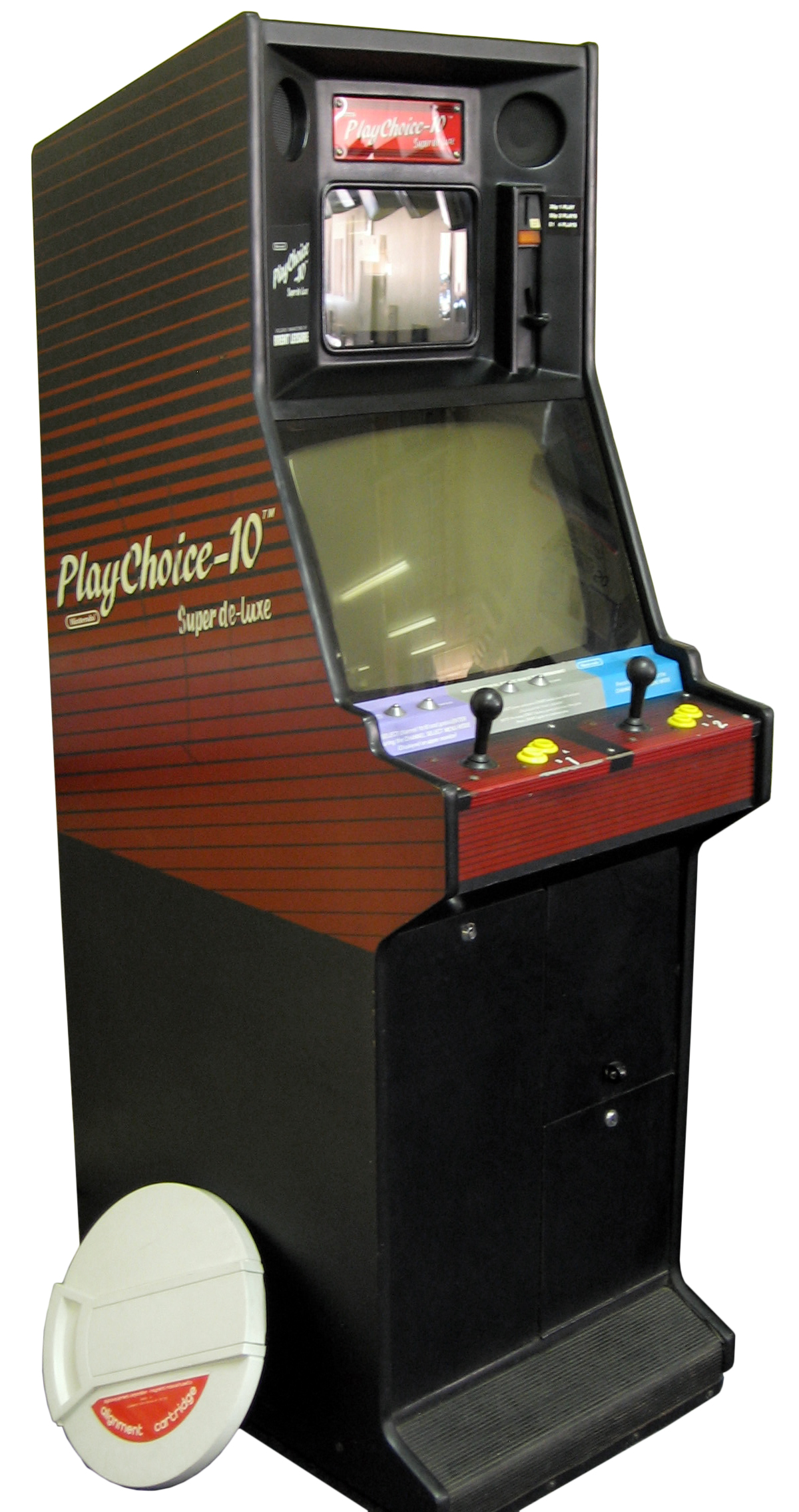
La versión "Cabaret" del gabinete de arcade de PlayChoice-10

PlayChoice-10 es una consola arcade desarrollada y comercializada por Nintendo. Lanzada en agosto de 1986 como sucesora de la Nintendo VS. System, PlayChoice-10 se desarrolló para mostrar los juegos de NES y, al mismo tiempo, mantener los ingresos del sector de las recreativas. Esto se logró permitiendo a los jugadores probar hasta diez juegos, uno a la vez. Los primeros juegos ofrecidos fueron Baseball, Tennis, Golf, Excitebike, Wild Gunman, Mario Bros., Super Mario Bros., Duck Hunt, Hogan's Alley, and Balloon Fight.
Se ofrecieron dos variantes de gabinete vertical del PlayChoice-10: una de doble pantalla apilada y otra de una sola pantalla. Una variante "cabaret" del gabinete de doble pantalla, con una pantalla de 9 pulgadas sobre una de 15 pulgadas en lugar de dos pantallas de 25 pulgadas, estaba disponible en mercados fuera de Estados Unidos. También se ofrecieron kits de conversión para ambos formatos, el primero diseñado para convertir gabinetes Punch-Out!! y el segundo para convertir gabinetes estándar de Nintendo. Posteriormente, la compañía ofreció kits de conversión para gabinetes VS. UniSystem, con un kit PlayChoice-5 de cinco juegos disponible junto con el kit estándar de diez juegos. Nintendo también ofreció una variante de mostrador del PlayChoice-10: el PlayChoice CounterTop System, que incluía dos controles uno al lado del otro. Los juegos se distribuían en placas de circuito impreso (PCB) con chips ROM y se conectaban a la placa base mediante edge connectors.
El juego está limitado a un tiempo establecido, con un mínimo de dos minutos disponibles; insertar monedas adicionales antes de jugar otorga tiempo extra de sesión (llamado "Prime Time") además del tiempo añadido. Los jugadores pueden cambiar libremente entre juegos presionando un botón que abre un menú de selección de juegos; también pueden pausar y reiniciar el juego actual. Las consolas de doble pantalla mostraban el menú de selección y las instrucciones del juego en la pantalla superior, y la jugabilidad en la inferior. Los juegos en sí presentan pequeñas diferencias con respecto a sus contrapartes de consola, ya que todos incluyen instrucciones; algunos juegos presentan otras diferencias, como Punch-Out!!, que utiliza una batería  para recordar las iniciales del jugador para obtener las puntuaciones más altas.
Hay 53 juegos confirmados que se lanzaron en PlayChoice-10. Nintendo finalmente anunció el 31 de julio de 1992 que descontinuaría todas sus máquinas arcade debido a la falta de rentabilidad.

## Variante diagnóstica

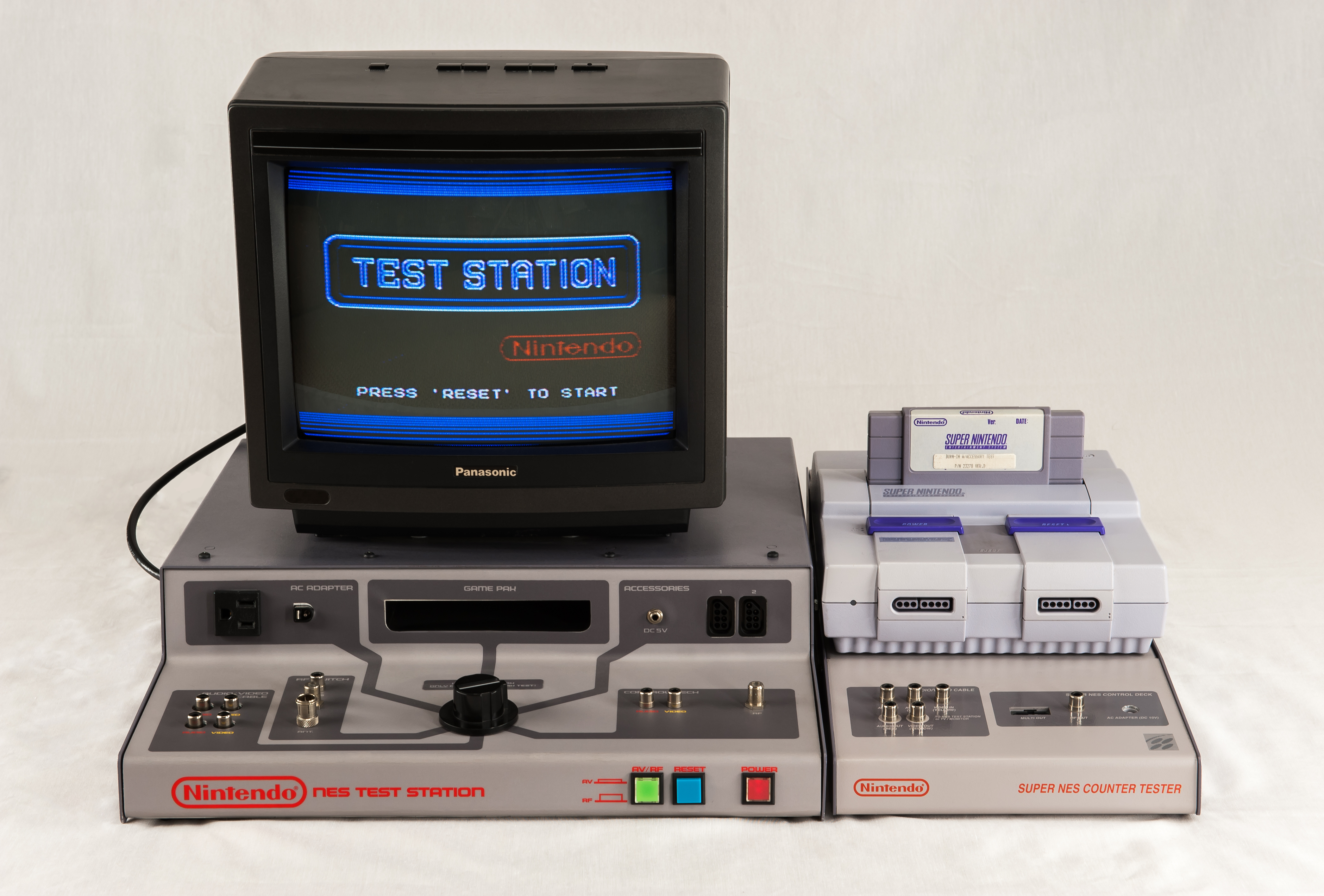
La estación de pruebas de Nintendo (izquierda) y el probador de contador de Super NES

La Nintendo Test Station era  una unidad de diagnóstico desarrollada por Nintendo para diagnosticar los productos de las versiones internacionales NES. solo se fabrico para usarse en centros de servicio autorizados como parte del programa Nintendo World Class Service (presentado en la edición de mayo-junio de 1990 de Nintendo Power ), la unidad sirve para detectar problemas con cables AV, fuentes de alimentación y controles y juegos.    se produjo una versión para Super NES con unas modificaciones de la versión NES.  